# تپه روستای بولقان
تپه روستای بولقان مربوط به عصر مس است و در شهرستان هشترود، بخش مرکزی، روستای بولقان واقع شده و این اثر در تاریخ ۱۱ مرداد ۱۳۸۴ با شمارهٔ ثبت ۱۲۶۴۳ به‌عنوان یکی از آثار ملی ایران به ثبت رسیده است.